# Ecphylus alboapiculus
Ecphylus alboapiculus är en stekelart som beskrevs av Marsh 2002. Ecphylus alboapiculus ingår i släktet Ecphylus och familjen bracksteklar. Inga underarter finns listade i Catalogue of Life.